# 小行星2120
小行星2120（2120 Tyumenia）是一颗围绕太阳公转的小行星。1967年9月9日，塔瑪拉·斯米爾諾娃在克里米亚发现了此天体。
該小行星以俄羅斯秋明州命名。
这颗小行星的绝对星等为75.9712085531585等。